# 9206 Yanaikeizo
A 9206 Yanaikeizo (ideiglenes jelöléssel 1994 RQ) a Naprendszer kisbolygóövében található aszteroida. Endate K. és Vatanabe Kazuró fedezte fel 1994. szeptember 1-én.